# 5999 Plescia
5999 Plescia eller 1987 HA är en asteroid i huvudbältet som upptäcktes den 23 april 1987 av det amerikanska astronom paret Eugene M. och Carolyn S. Shoemaker vid Palomar-observatoriet. Den är uppkallad efter den amerikanske astronomen Jeffrey B. Plescia.
Asteroiden har en diameter på ungefär 7 kilometer.